# Antikomunismus

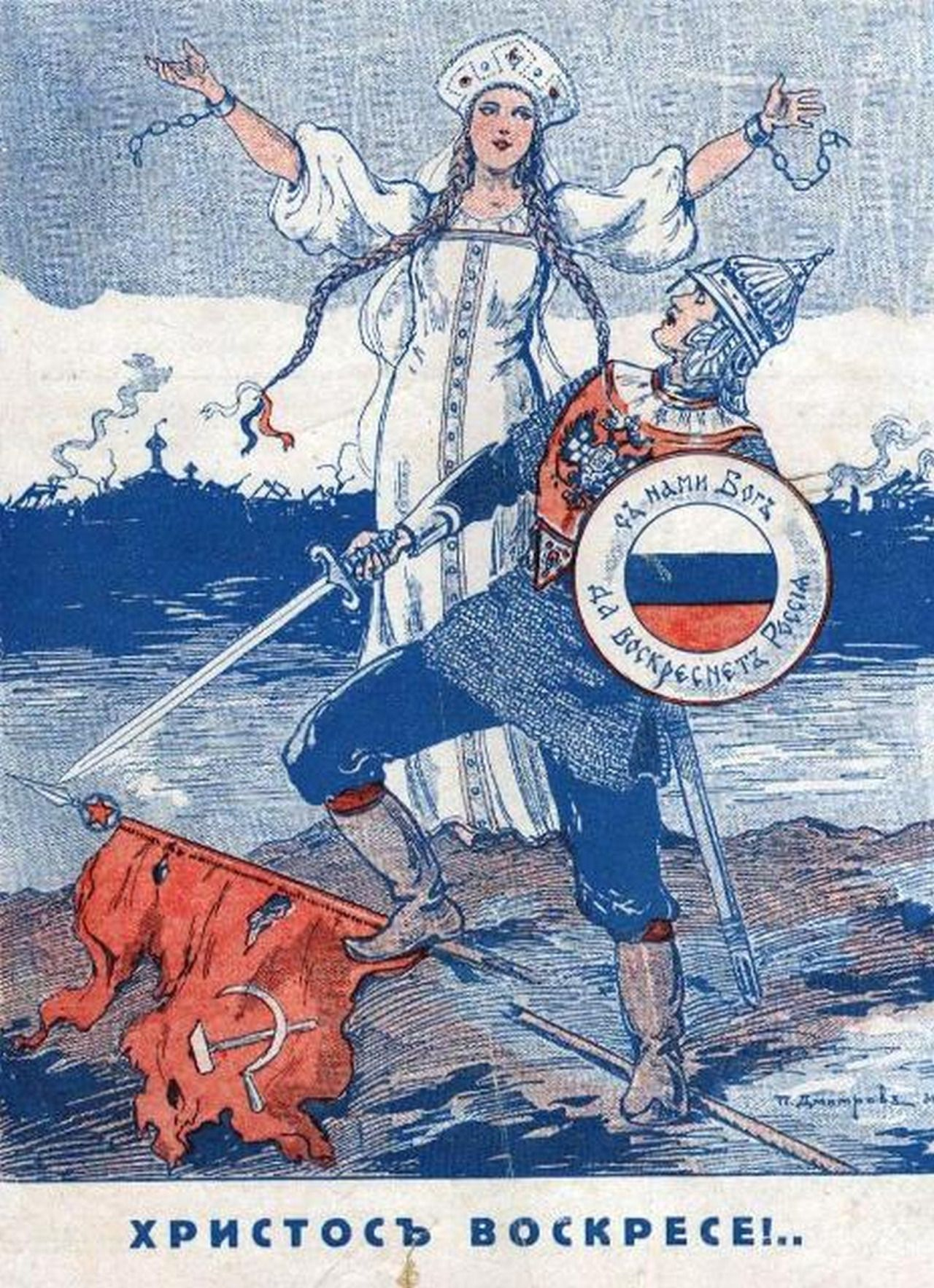
Bělogvardějský antibolševický plakát znázorňuje osvobození Ruska z okovů sovětského komunismu

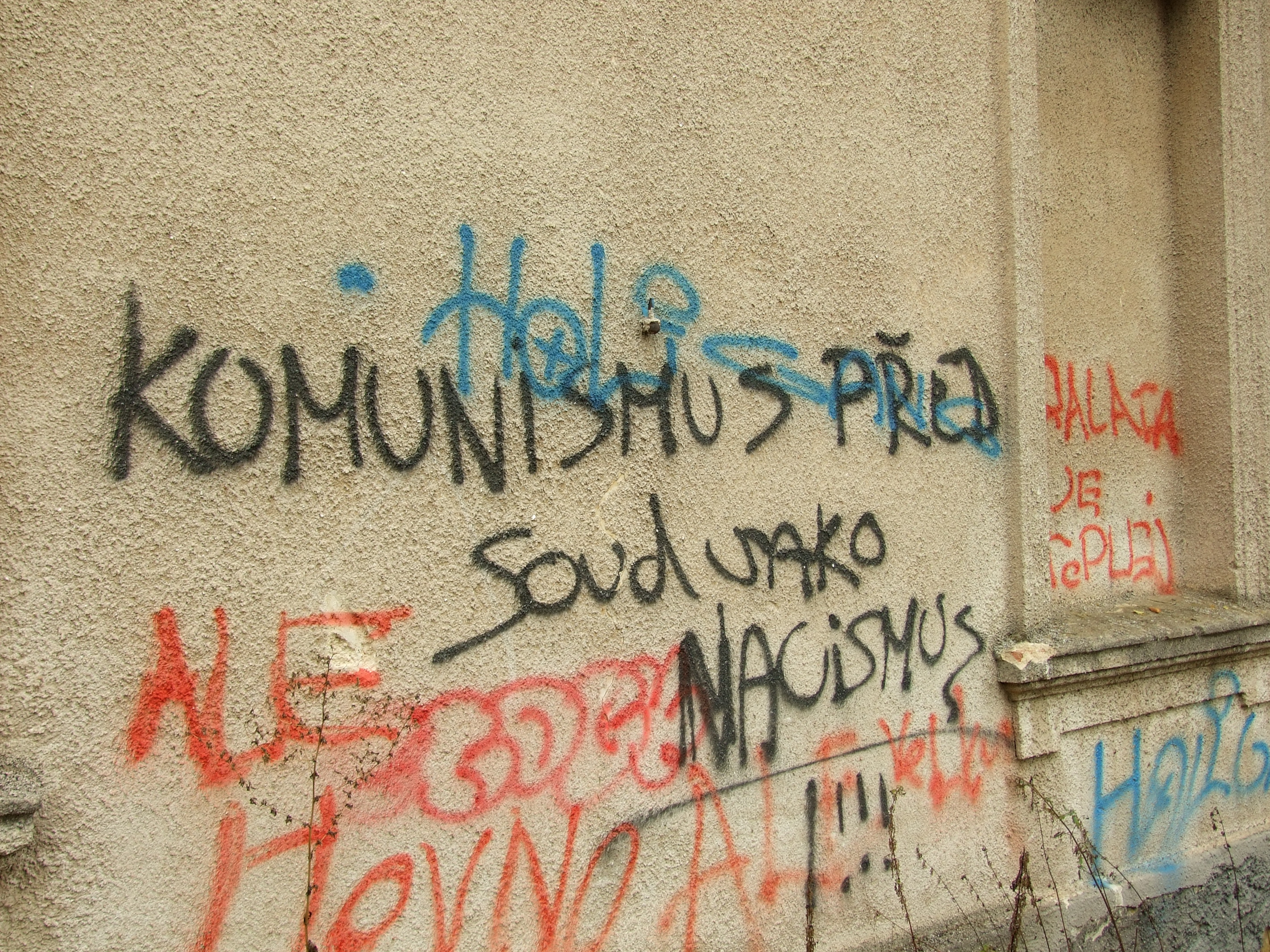
Antikomunistický nápis v Praze-Klánovicích

Antikomunismus je termín, označující takové myšlenky, které odmítají ideologii komunismu. Je v opozici k organizacím, vládám, skupinám nebo jedincům, kteří komunismus propagují nebo vyhlašují za svůj cíl, ideál nebo tuto ideologii používají jako prostředek k dosažení moci.
Již v počátcích komunistických ideologií v 19. století se po celém světě objevili první antikomunisté, kteří spatřovali v komunismu překroucení ideálů osvícenství. Podle Arendtové jde ale o oficiální americkou „protiideologii“ USA z období studené války, která „právě tak jako komunistická ideologie tíhne k tomu, stát se všezahrnující“ a svádí své vyznavače k fikci: ti apriorně odmítají rozlišovat mezi různými typy komunistických diktatur založených na vládě jedné strany a autentickou totalitní vládou v Číně.
Antikomunismus je pojem, který obsahuje jinak široké spektrum názorových proudů a skupin – od odpůrců na základě vnitřního přesvědčení nebo víry (například křesťanství či islámu) přes zastánce lidských práv a demokracie až k zastáncům ostatních totalitních ideologií (například nacismu). Antikomunisté tedy nevycházejí z nějaké jednotné ideologie, existují prakticky v celém politickém spektru a jejich jediným jednotícím prvkem je odpor proti komunismu.[zdroj⁠?!]

## Československo a Česko

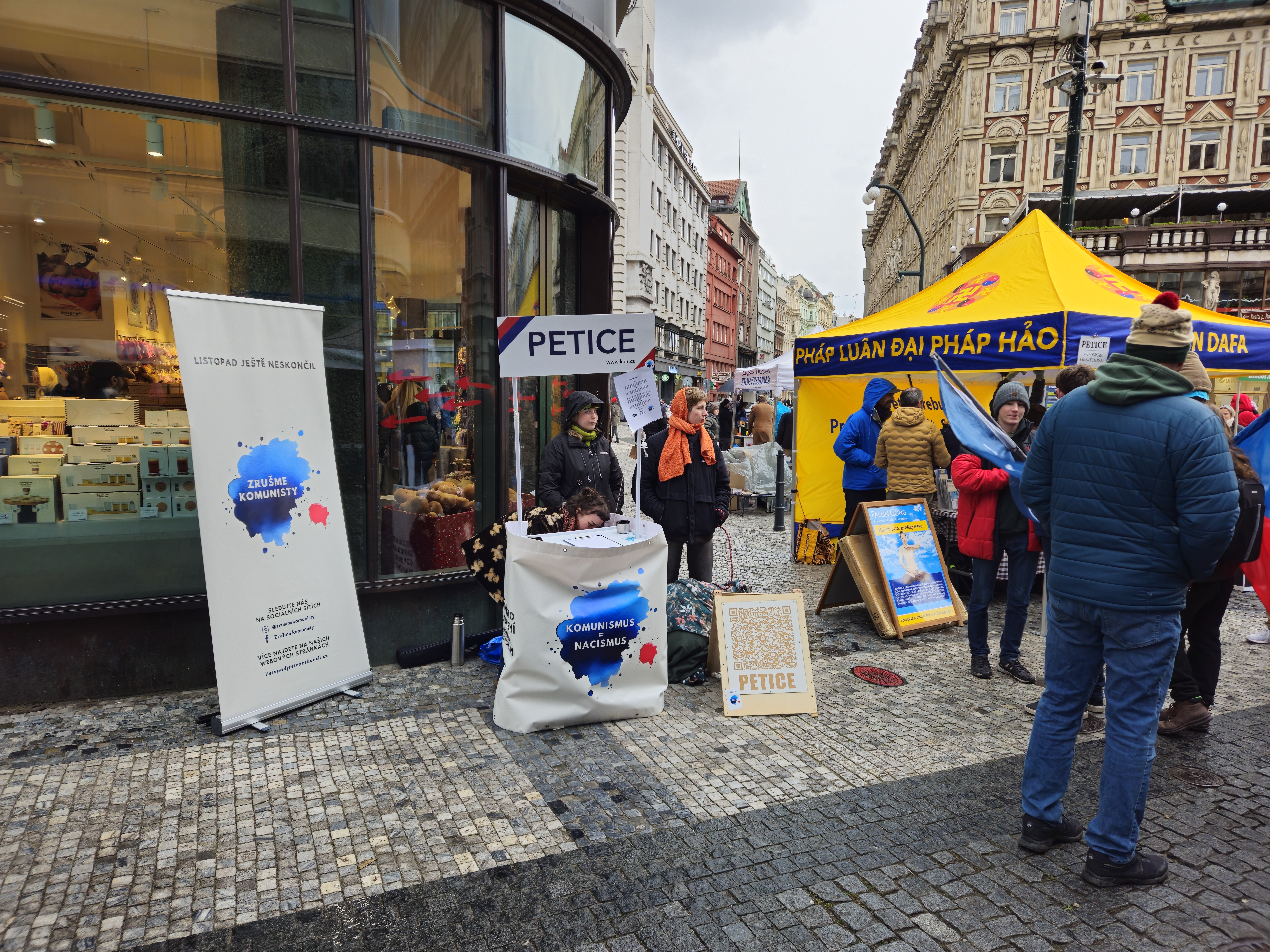
Petiční stánek "Zrušme komunisty" - (fotografie vznikla v Praze, v roce 2024, během oslav událostí 17. listopadu).

Odpor proti ideologii a praktikám komunismu se v Československu datuje již od vzniku komunistické strany. Známý je například fejeton Karla Čapka Proč nejsem komunistou. Po únorovém státním převratu v roce 1948 a znovu po srpnové invazi vojsk Varšavské smlouvy do Československa v roce 1968 přestal být antikomunismus jen ideovým postojem, ale vedl k represím, politickým soudním procesům, věznění, nuceným emigracím a jinému pronásledování oponentů nebo dokonce jen možných oponentů.
Po sametové revoluci byl přijat zákon 480/1991 Sb. o době nesvobody a v roce 1993 Zákon o protiprávnosti komunistického režimu a o odporu proti němu, který odsuzuje komunistický režim v Československu. V roce 2011 byl přijat zákon o účastnících odboje a odporu proti komunismu, jehož cílem je vyjádřit úctu a vděčnost lidem, kteří "v období komunistické totalitní moci s nasazením vlastních životů, osobní svobody i majetku aktivně bránili hodnoty svobody a demokracie". Pro aktivní antikomunisty se v zákoně používá termín třetí odboj.
Velké akce a vystoupení antikomunistů vyjmenovává článek Československý protikomunistický odboj (třetí odboj).
V roce 2025 byla přijata novela trestního zákoníku, která s účinností od 1. ledna 2026 výslovně zmiňuje jako trestný čin založení, podporu či propagaci nacistického, komunistického či jiného hnutí, které prokazatelně směřuje k potlačení práv a svobod člověka. Výslovné uvedení „komunistického hnutí“ do zákona přidali poslanci koalice SPOLU Martin Dlouhý (TOP09), Marek Benda (ODS) a Šimon Heller (KDU-ČSL). Ke změně vyzval poslance Ústav pro studium totalitních režimů, Muzeum paměti XX. století a Platforma evropské paměti a svědomí.

## Ruská občanská válka
Silný odpor proti bolševické říjnové revoluci, která roku 1917 svrhla Ruskou republiku, vyústil v ruskou občanskou válku mezi bolševiky a bělogvardějci, která si v letech 1917 až 1922 vyžádala miliony obětí a skončila vítězstvím bolševiků. Leninova bolševická vláda krvavě potlačila kronštadtské povstání námořníků Baltického loďstva, odpor donských kozáků a dalších kozáckých vojsk i protibolševické lidové povstání ruských rolníků, které v letech 1921–1922 zasáhlo Tambovskou oblast a další regiony jižně od Moskvy.

## Fašismus a nacismus

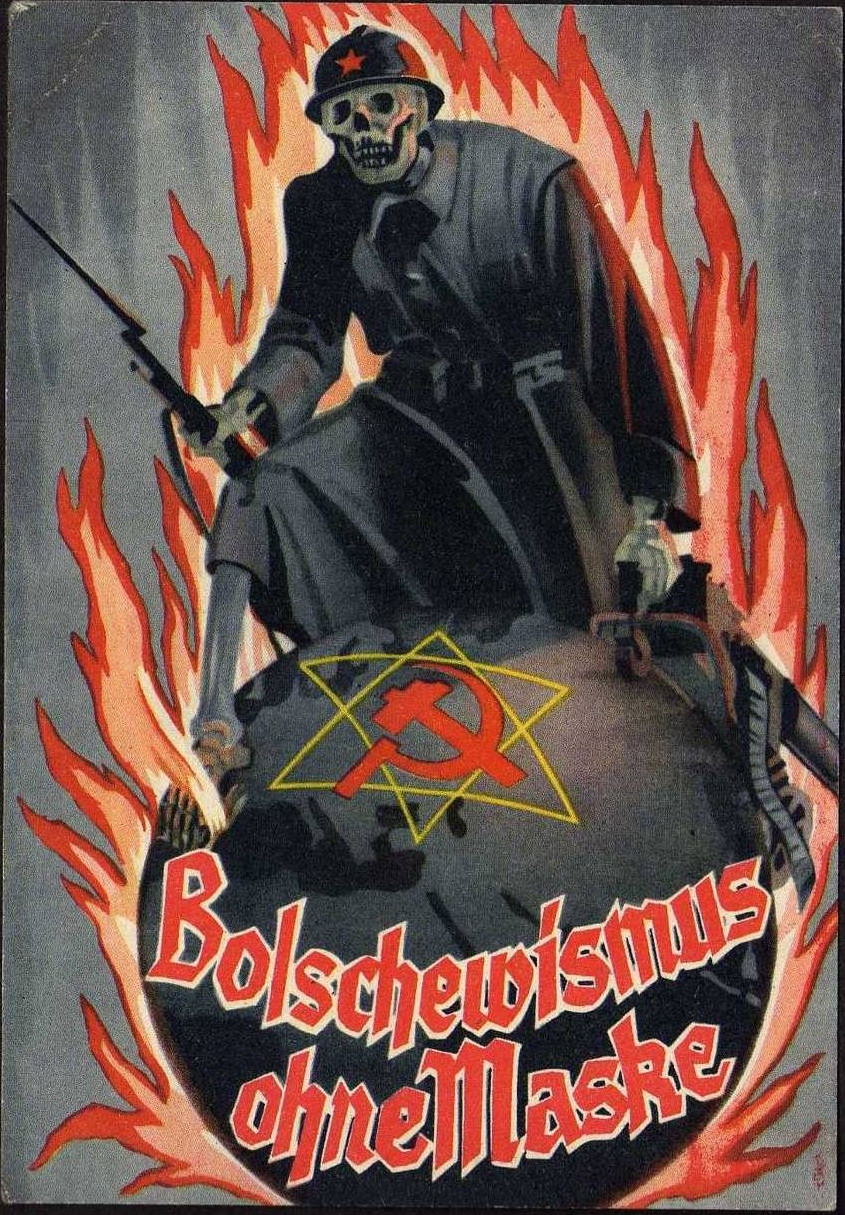
Antikomunistický propagandistický plakát z nacistického Německa (1937)

Fašismus je často považován za reakci na vzestup komunismu a socialismu v Evropě. Italský fašismus, založený a vedený Benitem Mussolinim, se dostal k moci po letech levicových nepokojů, které vedly mnoho nespokojených konzervativců k obavám, že komunistická revoluce je nevyhnutelná. Masakry a zabíjení nacistického Německa zahrnovalo pronásledování komunistů a patřili k prvním, kteří byli posláni do koncentračních táborů.
V Evropě byli hlasitými odpůrci komunismu četní pravicoví i krajně pravicoví aktivisté, včetně konzervativních intelektuálů, kapitalistů a průmyslníků. Během pozdních 30. a 40. let 20. století řada protikomunistických režimů a skupin podporovaly fašismus. Patřila mezi ně Falange Española Tradicionalista y de las JONS ve Španělsku, vichistický režim a Legie francouzských dobrovolníků proti bolševismu (pěší pluk 638 Wehrmachtu) ve Francii a v Jižní Americe hnutí jako Argentinská protikomunistická aliance a Brazilský integralismus.
Historici Ian Kershaw a Joachim Fest tvrdí, že na počátku 20. let 20. století byli nacisté pouze jednou z mnoha nacionalistických a fašistických politických stran, které soupeřily o vedení německého protikomunistického hnutí. Nacisté začali dominovat až během Velké hospodářské krize, kdy organizovali pouliční boje proti německým komunistickým formacím. Když se v roce 1933 dostal k moci Adolf Hitler, jeho šéf propagandy Joseph Goebbels založil „Anti-Kominternu“. Ta publikovala obrovské množství protibolševické propagandy s cílem démonizovat bolševismus a Sovětský svaz před celosvětovým publikem.
V roce 1936 podepsaly nacistické Německo a císařské Japonsko Pakt proti Kominterně. Itálie se k němu připojila jako signatář v roce 1937 a další země v rámci mocností Osy nebo s nimi spojené, jako například Finsko a Španělsko, se k němu připojily v roce 1941. V prvním článku smlouvy se Německo a Japonsko dohodly na sdílení informací o aktivitách Kominterny a na společném plánování operací proti těmto aktivitám. Komunisté byli mezi prvními terčem nacistů, přičemž koncentrační tábor Dachau, který byl otevřen v roce 1933, sloužil k zadržování komunistů, předních socialistů a dalších „nepřátel státu“.
Mezi motivacemi spáchání holokaustu, systematického vyhlazování židovského lidu, patřilo přesvědčení sdílené jak nacisty, tak německou armádou, že Židé jsou zodpovědní za komunismus (resp. bolševismus), který vnímali jako hrozbu pro „západní civilizaci“; vyhlazování židovstva, údajného rasového kořene komunismu, bylo proto ospravedlňováno jako součást protikomunistického boje.

## Spojené státy americké

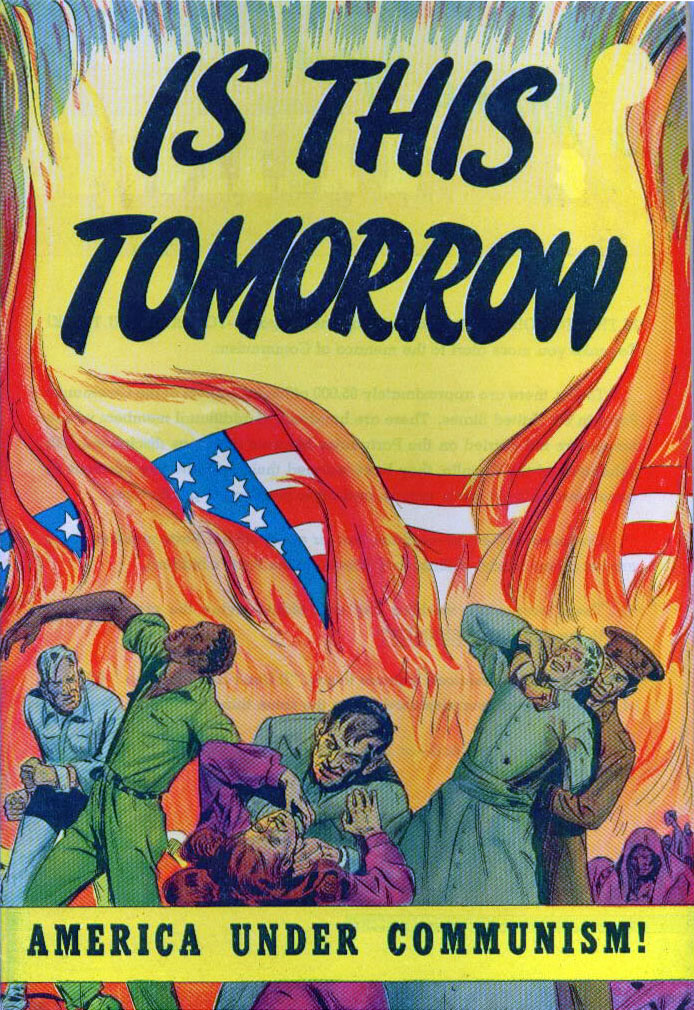
Obálka amerického propagandistického komiksu „Is This Tomorrow?“ (1947)

K prvnímu většímu projevu antikomunismu ve Spojených státech došlo v letech 1919 a 1920 během první rudé paniky, vedené generálním prokurátorem Alexandrem Mitchellem Palmerem. Během rudé paniky vyšetřoval Luskův výbor osoby podezřelé z „pobuřování“ a bylo přijato mnoho zákonů, které schvalovaly propouštění komunistů ze zaměstnání. Hatchův zákon z roku 1939, který předložil Carl Hatch, se pokusil vytlačit komunismus ze všech veřejných pracovišť. Zákon zakázal najímání federálních zaměstnanců, kteří prosazovali „svržení ústavní formy vlády“. Tato fráze byla konkrétně namířena proti Komunistické straně USA.
Po druhé světové válce a vzestupu Sovětského svazu se mnoho antikomunistů ve Spojených státech obávalo, že komunismus zvítězí po celém světě a nakonec se stane přímou hrozbou pro Spojené státy. Existovaly obavy, že Sovětský svaz a jeho spojenci, jako je Čínská lidová republika, zneužívají svou moc k násilnému podrobení zemí. Jako důkaz toho byly uváděny východní Evropa, Severní Korea, Vietnam, Kambodža, Laos, Malajsie a Indonésie. Proto bylo vytvořeno NATO coby vojenská aliance národů v západní Evropě, vedená Spojenými státy, která se snažila zastavit další komunistickou expanzi prosazováním strategie „zadržování“.
Prohloubení studené války v 50. letech 20. století vedlo ve Spojených státech k dramatickému nárůstu antikomunismu, včetně protikomunistické kampaně známé jako Mccarthismus. Tisíce Američanů, jako například filmař Charlie Chaplin, byly obviněny z toho, že jsou komunisté nebo sympatizanti, a mnozí se stali předmětem agresivního vyšetřování ze strany vládních výborů, jako byl Sněmovní výbor pro neamerickou činnost. Do roku 1958 Ministerstvo zahraničí odmítlo vydávat cestovní pasy občanům, kteří odmítli přísahat, že nejsou komunisté.
Po nástupu prezidenta Dwighta D. Eisenhowera došlo k radikálnímu uplatnění antikomunismu, který zastával on i jeho konzervativní kabinet (například viceprezident Richard Nixon nebo ministr zahraničí John Foster Dulles). Eisenhower s cílem aktivního boje proti šíření komunismu souhlasil, ale odmítal přímou účast amerických vojáků v zahraničních konfliktech. Podpořil proto relativně nově vzniklou CIA a tajné operace, které navrhoval její ředitel Allen Dulles, bratr ministra zahraničí. Dullesové zejména v Latinské Americe a na Blízkém východě u prezidenta prosazovali orchestraci nebo podporu státních převratů a odstraňování nepohodlných politiků pro americké zájmy. Takto USA šířily antikomunistickou propagandu, vyzbrojovaly pravicové milice a prováděly státní převraty vůči nacionálním nebo levicovým politikům v Tibetu, Laosu, Indonésii, na Kubě (operace 40, operace Petr Pan, invaze v zátoce Sviní), Jižním Vietnamu (operace Passage to Freedom, státní převrat v roce 1963), Íránu, Guatemale, Chile a v dalších zemích. Za účelem maření možného šíření komunismu byla také založena SEATO. USA však často nerozlišovaly mezi komunisty a postkoloniálními nacionalisty, kteří chtěli znárodnění podniků ovládajících národní přírodní zdroje historicky vlastněných americkými či evropskými firmami. Současně považovaly země, které vyhlásily nezúčastněnost na studené válce za přívržence Sovětského svazu a tím za své nepřátele.
Během 80. let 20. století Reaganova administrativa prosazovala agresivní politiku proti Sovětskému svazu v rámci Reaganovy doktríny, která byla zavedena s cílem snížit vliv Sovětského svazu na celém světě poskytováním pomoci protisovětským hnutím odporu, včetně Contras v Nikaragui (viz aféra Írán-Contras) a mudžahedínů v Afghánistánu (viz operace Cyclone). Reagan a spojenci USA také rozšířili zbrojní programy, včetně Strategické obranné iniciativy. V jednom z nejvýznamnějších protikomunistických projevů Reagan označil Sovětský svaz za „říši zla“. Protikomunističtí intelektuálové poté toto označení usilovně obhajovali.
V roce 2020 vydal Úřad pro občanství a imigraci Spojených států manuál k řešení nepřípustnosti žadatele na základě členství v komunistické straně nebo jakékoli jiné totalitní straně nebo příslušnosti k ní. Uvedla, že pokud není řečeno jinak, je jakýkoli posuzovaný imigrant, který je členem nebo přidruženým členem komunistické nebo totalitní strany či její organizace, ať už domácího nebo zahraničního, nepřípustný do Spojených států. Rovněž uvedla, že člen komunistické strany nebo jakékoli jiné totalitní strany je v rozporu a neslučitelný s naturalizační přísahou věrnosti Spojeným státům.

## Jižní Amerika
Během 70. let 20. století prováděly pravicové vojenské junty v Jižní Americe operaci Kondor, kampaň politických represí zahrnující desítky tisíc politických vražd, nezákonné zadržování a mučení komunistických a jiných levicových sympatizantů. Kampaň byla zaměřena na vymýcení údajných komunistických a socialistických vlivů v příslušných zemích a kontrolu opozice proti vládě, což vedlo k velkému počtu úmrtí. Mezi participativní vlády patřila Argentina, Bolívie, Paraguay, Brazílie, Chile a Uruguay. Finanční a vojenskou podporu jim dodávaly Spojené státy.

## Indonésie

Výběr propagandistických letáků obviňujících Komunistickou stranu Indonésie ze založení Hnutí 30. září (1965)

Kvůli podezřením ohledně zapojení komunistů do pokusu o převrata z 30. září 1965 bylo indonéskou armádou a spojeneckými milicemi zabito odhadem 500 000–1 000 000 lidí v rámci protikomunistických čistek, které se od října 1965 do prvních měsíců roku 1966 zaměřovaly na členy Komunistické strany Indonésie a údajné sympatizanty.
Do masakrů se zapletly i západní vlády, zejména Spojené státy, které indonéské armádě poskytly zbraně, peníze, vybavení a seznamy obsahující jména tisíců podezřelých komunistů (viz operace CIA v Indonésii). Mezinárodní tribunál koncem roku 2016 prohlásil masakry za zločin proti lidskosti a za komplice těchto zločinů označil také Spojené státy, Spojené království a Austrálii. Indonésie od roku 1966 zakázala šíření komunistického/marxisticko-leninského myšlení.